# Nadir Abdurahmanov
Nadir Abdurahmanov (Nadir Qəmbər oğlu Əbdürrəhmanov, né le 5 décembre 1925 à Latchin en Azerbaïdjan et mort le 26 juillet 2008 à Bakou) est un peintre, ouvrier d’art honoré.

## Éducation
Au début, Nadir Abdurahmanov prend des cours de peinture à la Maison d'éducation artistique pour enfants de Bakou, et en 1940-1941, il étudie à Moscou, dans une école d'art spéciale pour enfants doués. Lorsque la guerre commence, le jeune homme retourne à Bakou et entre en deuxième année de l'École des beaux-arts  A. Azimzade (1941-1944).
N. Abdurakhmanov entre à la faculté de médecine de l'institut de médecine. Mais un amour irrésistible pour la peinture l'emporte, et Nadir est transféré au département du soir de l'institut et retourne à l'école d'art.
En 1944, pour la première fois, il présente  son tableau Réfugiés à l’expoition républicaine. Abdurakhmanov est diplômé de l'école d'art.
En 1947, il reçoit le diplôme de médecin. La même année, N. Abdurahmanov entre à l'Institut de peinture, de sculpture et d'architecture Répine pour obtenir une formation académique (1947-1953).

## Parcours professionnel
Dès 1954, parallèlement à la créativité,Nadir Abdurakhmanov enseigne dans une école d'art.
Dès l'an 1960, pendant 10 ans, Nadir Abdurakhmanov est à la tête de l'Union des peintres d'Azerbaïdjan. Dans les mêmes années, il est élu député du Conseil suprême de la république de la région de Lachin. En 1960, l'artiste reçoit le titre honorifique d'Artiste émérite et en 1964 d'Artiste du peuple de la RSS d'Azerbaïdjan.
1984 est professeur à l'Université de la culture et des arts d'Azerbaïdjan et responsable d'un atelier de création à l'Académie des arts d'Azerbaïdjan.